# Transports au Népal

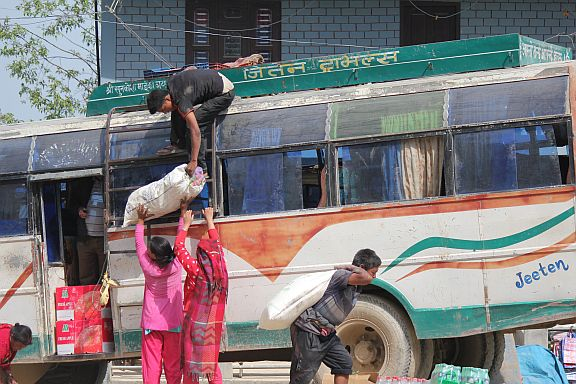
Service de transport par autobus au Népal

Les transports au Népal sont caractérisés par l'état d'enclavement du Népal au cœur des montagnes de l'Himalaya.

## Routes
Le Népal comporte 10 844 km de routes, dont seulement 4 952 sont goudronnées en 2010. Une des principales routes de franchissement de l'Himalaya est la Route Lhassa – Katmandou.

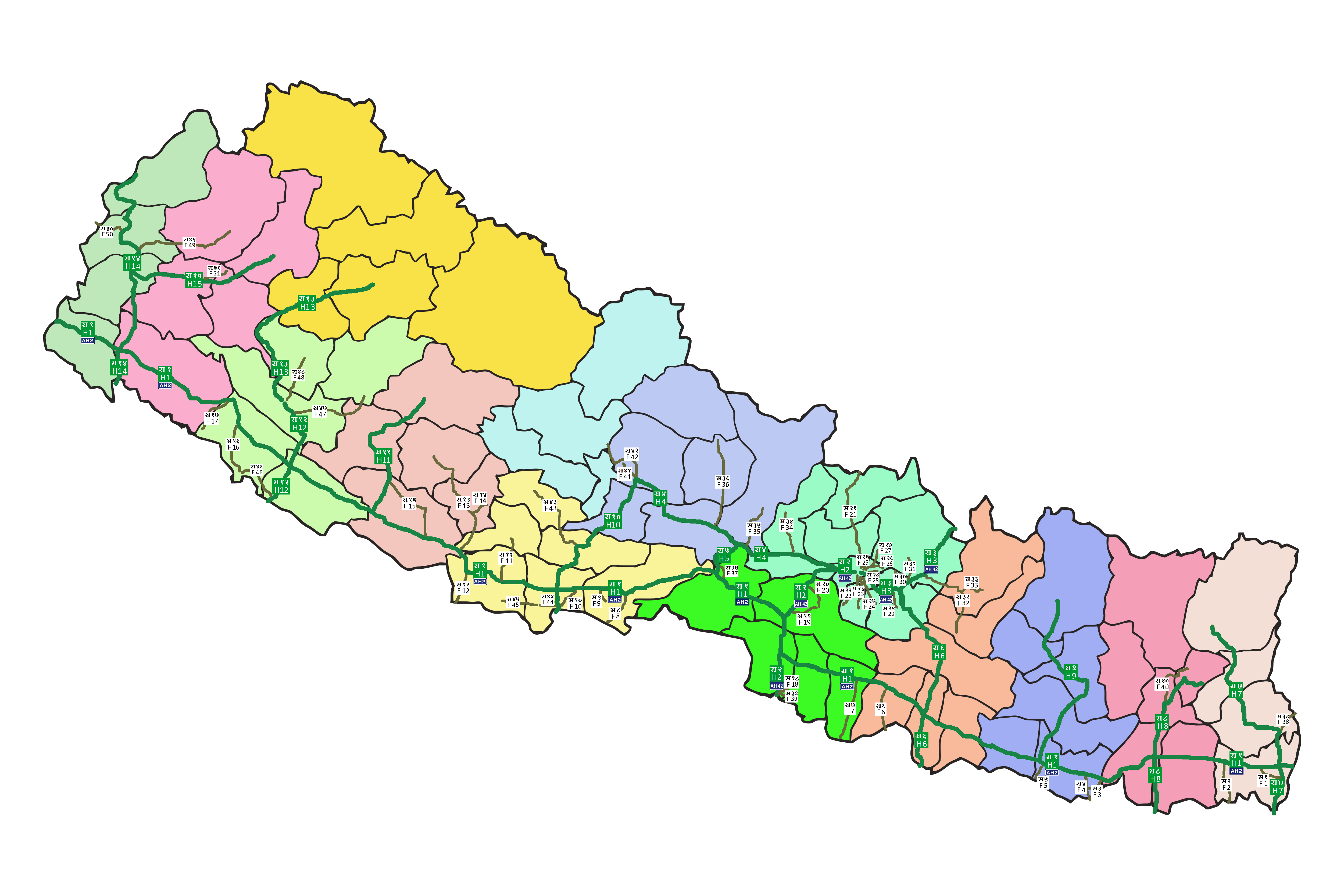
Réseau routier au Népal
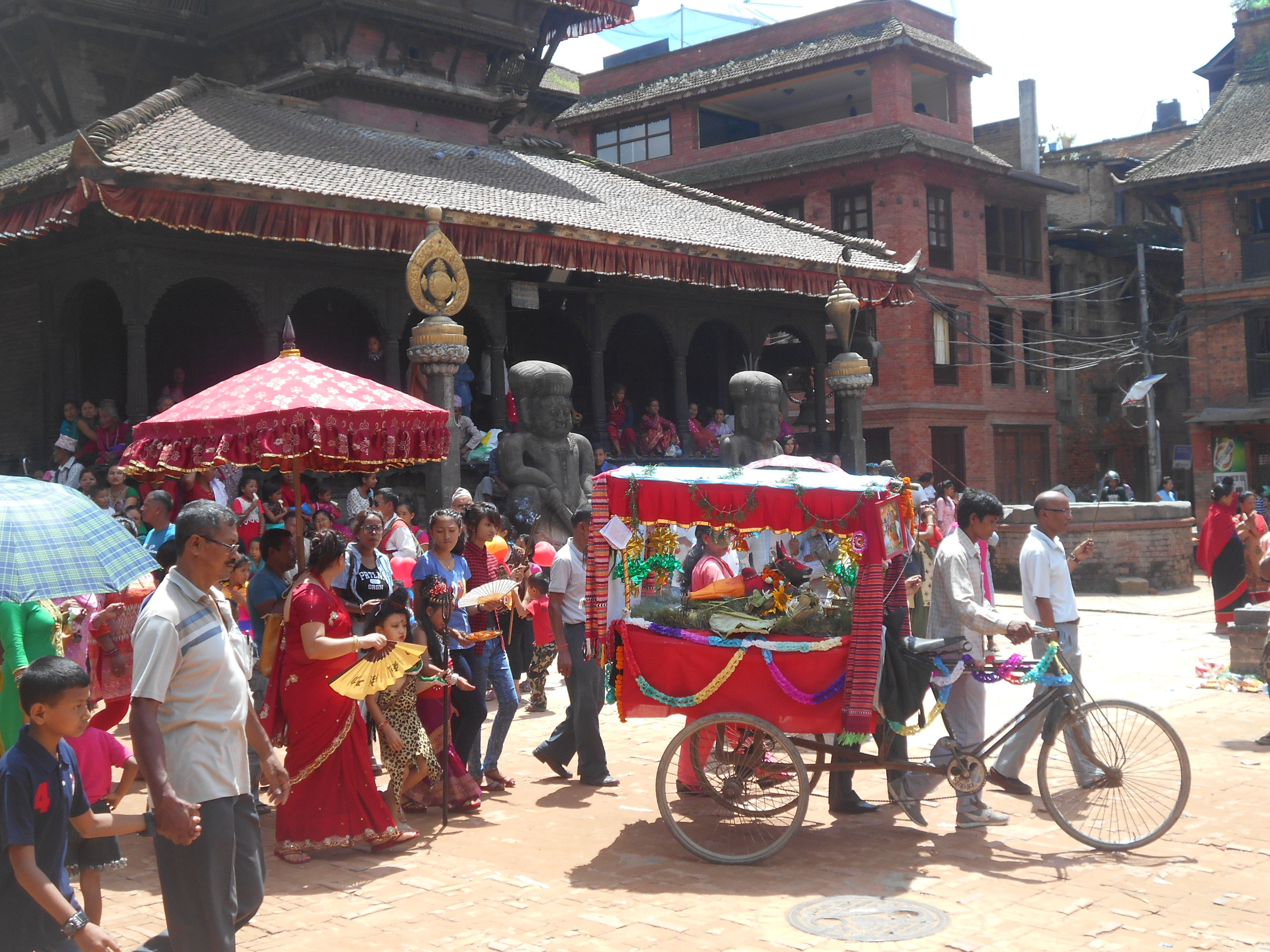
Rickshaw au Népal
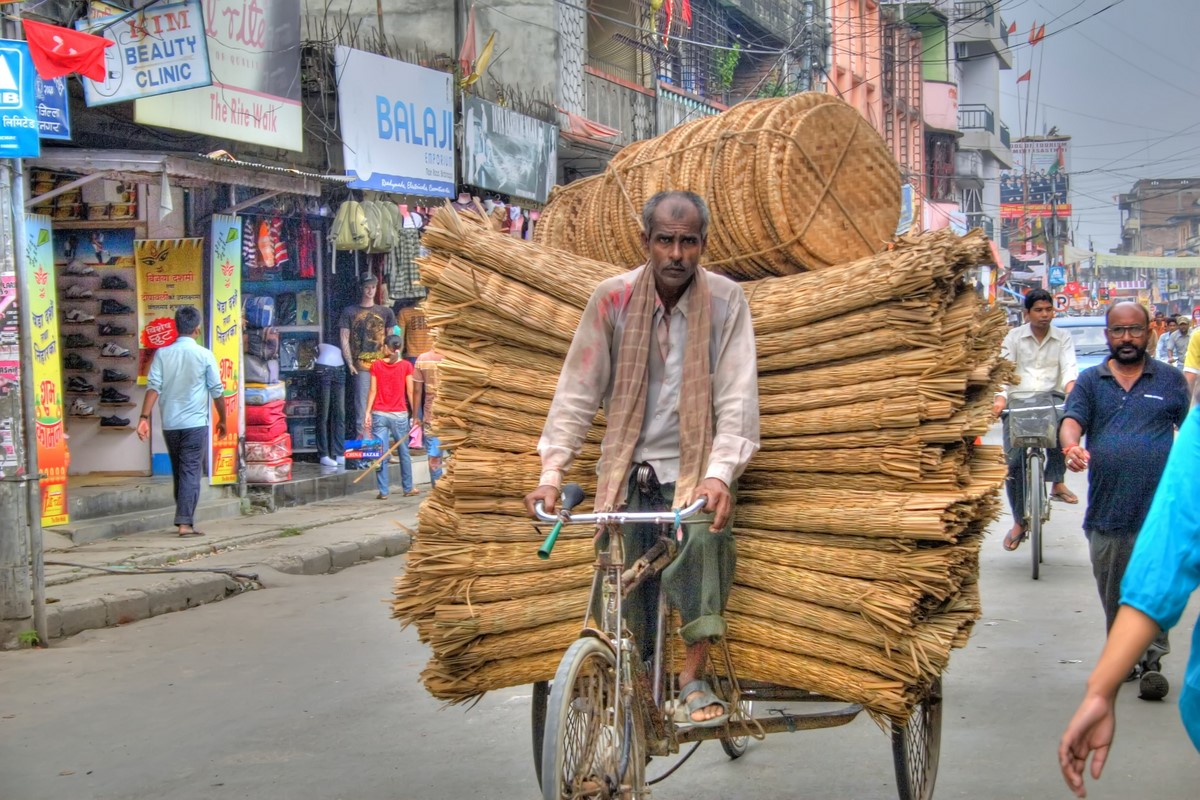
livraison en tricycle

## Transport ferroviaire
Le pays compte 59 km de voies ferrées entre Janakpur et Jaynagar, à la frontière avec l'Inde, exploitées par la Nepal Railways. La capitale Katmandou n'est pas reliée au réseau.

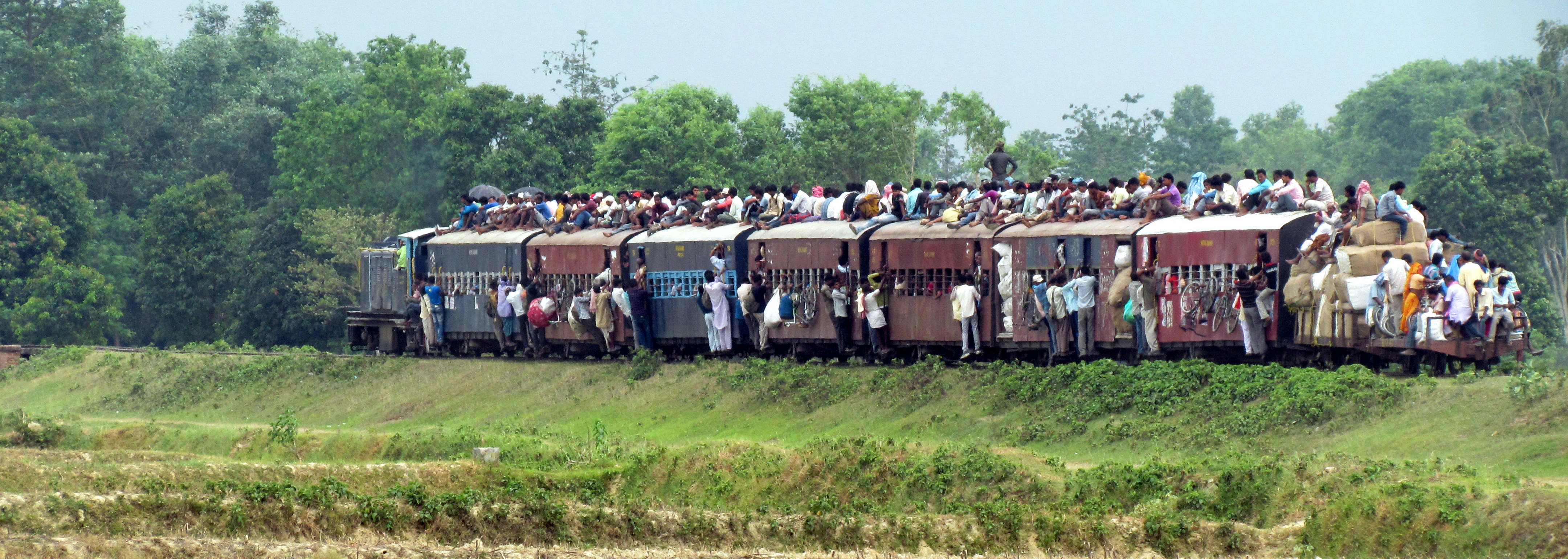
Train surchargé au Népal

## Transport aérien
Le pays compte 45 aéroports en 2002, dont un seul aéroport international : l'aéroport international Tribhuvan près de Katmandou.

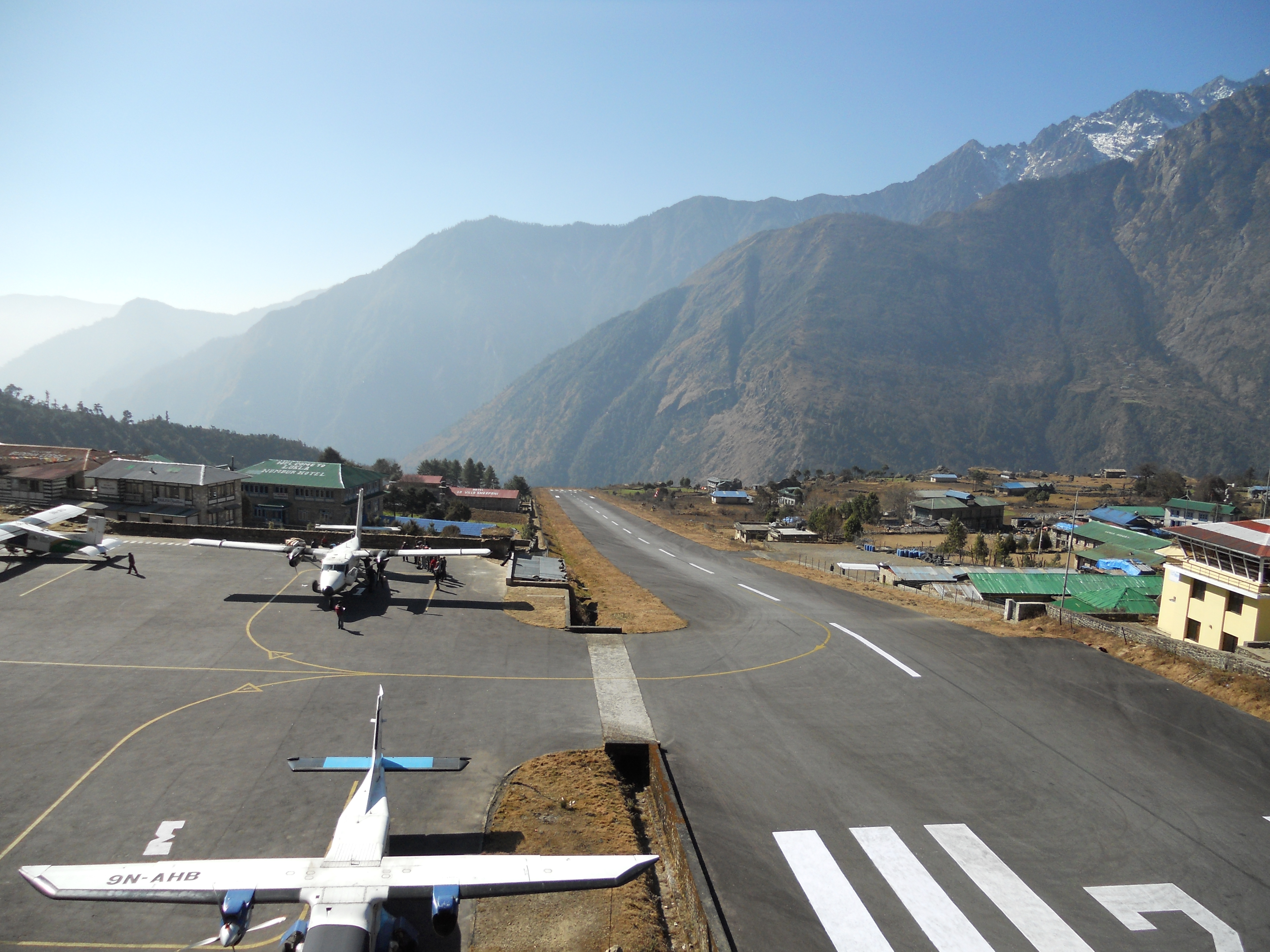
Aéroport en altitude.
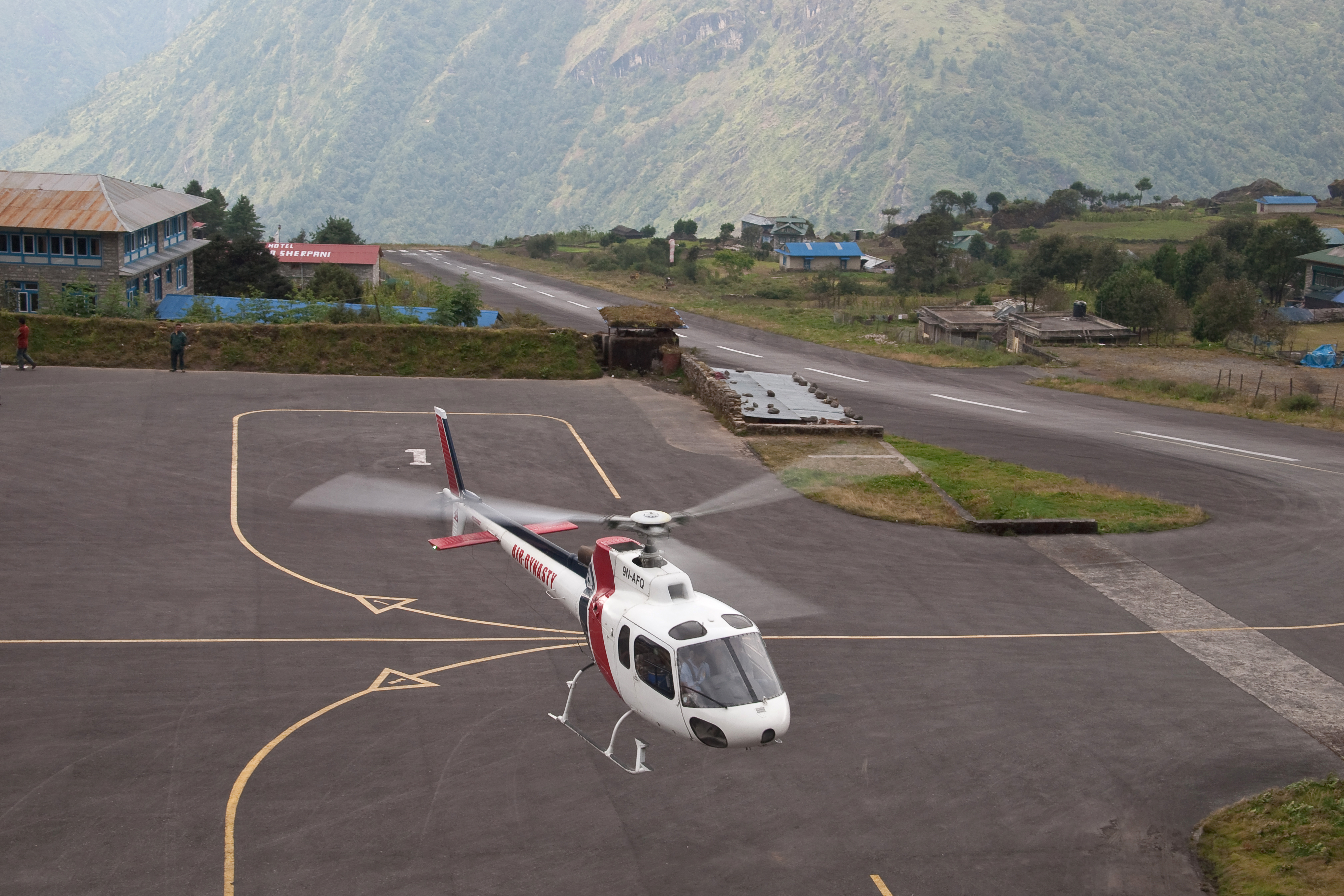
Aéroport en altitude.